# Inglesi sudafricani
Gli inglesi sudafricani (South African English o Anglo-South Africans in lingua inglese) sono un gruppo etnico del Sudafrica, costituito dai cittadini bianchi africani che parlano inglese. Assieme agli afrikaner, rappresentano uno dei principali due gruppi bianchi del Sudafrica. Nel Paese ci sono circa 1.000.000 inglesi sudafricani.

## Origini
La colonizzazione britannica del Sudafrica ebbe inizio con l'occupazione della Colonia del Capo olandese nel 1790. Le vittorie nelle Guerre di Frontiera del Capo contro gli Xhosa consentirono alla Colonia britannica di espandersi verso est (nell'attuale provincia del Capo Orientale), cosa che attrasse coloni britannici in Sudafrica.
Gli inglesi possedevano anche un'altra colonia nella zona, la Colonia del Natal (oggi provincia di KwaZulu-Natal). Nel XIX secolo, la scoperta di oro e diamanti a Johannesburg e Kimberley portò un nuovo afflusso di coloni inglesi nel Sudafrica; e il flusso migratorio continuò dopo l'annessione, da parte britannica, delle due repubbliche boere, lo Stato Libero dell'Orange e il Transvaal, e la costituzione dell'Unione Sudafricana.
A differenza di quanto è avvenuto nella maggior parte degli altri paesi africani, i coloni europei non hanno lasciato il Paese quando questo ha ottenuto l'indipendenza (1910). Oggi non esiste più alcun particolare rapporto fra la Gran Bretagna e gli inglesi sudafricani, che si considerano sudafricani a tutti gli effetti.